# Gaviete
Se llama gaviete a un madero grueso y algo curvo que en su extremo inferior tiene una boca de cangrejo o recorte semicircular por el cual gira sobre la cadena de la lancha y en el otro una cajera abierta por arriba y con su roldana, por la cual laborea el orinque.
Sirve como de pescante en la popa de dicha lancha para suspender un ancla y se llama también daviete y antiguamente, doblete. Algunos diccionarios afirman que se colocaba en la proa de la barcaza o batel.